# Dogodki na Zimskih olimpijskih igrah 1998
Dogodki na Zimskih olimpijskih igrah 1998 po dnevih. 

## 1. dan - Otvoritvena slovesnost – 7. februar
Slovesnost
Odlomki otvoritvene slovesnosti
Hokej na ledu
V grupi A sta Slovaška in Avstrija končali z neodločenim rezultatom 2-2 ter je Kazahstan s 5-3 premagal Italijo.
V grupi B je Nemčija s 3-1 premagala Japonsko in Belorusija s 4-0 porazila Francijo.